# ヤマト便
ヤマト便（ヤマトびん）とは、ヤマト運輸が扱う宅急便で送れるサイズ（縦、横、高さの合計が160cm以内かつ25kg以内）を超えた場合・30万円以上の高額商品で保険を要する場合・複数口の場合のいずれかで使用されていた特別積合せサービスである。配送料とは別に保険をかけることができた。宅急便のサイズの増設に伴い、2021年10月3日発送分をもって廃止された。

## 概要
宅急便と同様に発払と着払があるが、着払いで保険をかける際、保険料は発払かつ現金のみとなる。
運賃は総重量制で、容積は一才 (27,000cc) を8kgとする。
2017年（平成29年）6月19日発送分から、一個あたり実重30kg・三辺計200cm（但し、最長辺は170cmまで・但し横倒し等できない天地無用の荷物は横幅100cm）を超えるものは、ヤマト便での発送ができなくなる。
発送伝票は発払が緑色、着払はピンク色である。
センターへ持込か、セールスドライバーによる集荷にて取り扱う。宅急便とのサービスレベルの違いは、
- 利用者のメリット
  - 場合によっては長物、重量物などを安く送ることができる。
- 利用者のデメリット
  - 配達時間の指定が出来ない。
  - 配達に日数がかかる場合がある。

なお、ヤマト便は通常、公称配達日数1-2日程度だが、これを全国翌日配達にする事ができる、法人・個人事業者向けの航空便というサービスが存在する。ただし、これはヤマト運輸ではなくヤマトグローバルエキスプレスのサービスである。
2021年（令和3年）10月4日から宅急便に180サイズと200サイズを新設することに伴い、本サービスを前日（10月3日）の荷受け分をもって廃止することを発表した。